# Phymanthus loligo
Phymanthus loligo is een zeeanemonensoort uit de familie Phymanthidae.
Phymanthus loligo is voor het eerst wetenschappelijk beschreven door Ehrenberg in 1834.